# Rivière à l'Ours (Témiscamingue)
Pour les articles homonymes, voir Ours (homonymie) et Rivière à l'Ours.
La rivière à l'Ours est un tributaire de la rive est de la rivière des Outaouais. La rivière à l'Ours traverse le territoire non organisé Les Lacs-du-Témiscamingue, dans la municipalité régionale de comté (MRC) de Témiscamingue, dans la région administrative de l'Abitibi-Témiscamingue, au Québec, au Canada.
Dès la deuxième moitié du XIXe siècle, la foresterie a été l'activité économique prédominante dans le secteur.

## Géographie

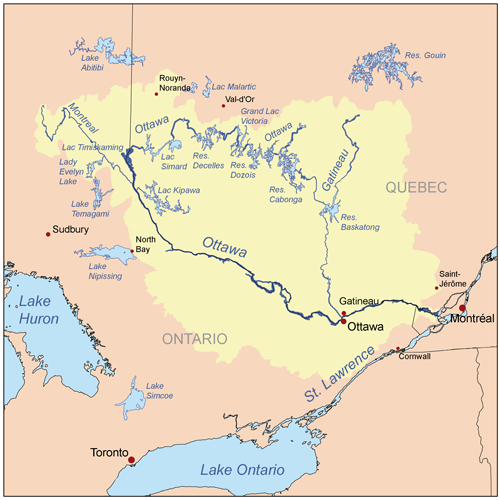
Bassin hydrographique de la rivière des Outaouais.

Les bassins versants voisins de la rivière à l'Ours sont :
- côté nord : lac Montégron, rivière Fildegrand ;
- côté est : rivière Buchoitz, petite rivière à l'Ours, rivière Fildegrand, lac Buchoitz, lac du Dimanche, lac Hart, Petit lac à l'Ours ;
- côté sud : rivière des Outaouais ;
- côté ouest : lac Saint-Cirque, décharge du lac Saint-Cirque.

Un lac sans nom (longueur : 1,1 km ; altitude : 429 m) constitue le plan d'eau de tête de la rivière à l'Ours. Ce plan d'eau est situé à l'ouest du lac du Bois Franc (altitude : 359 m), au sud du lac Tom (altitude : 379 m) et au sud du lac Montégron (altitude : 351 m).
À partir de ce lac de tête, la rivière à l'Ours coule jusqu'au lac Chasy (longueur : 1,1 km ; altitude : 398 m ; formé de marais) que le courant traverse vers le sud. Puis, sur une distance d'environ 42 km, le courant coule vers le sud-ouest jusqu'à la décharge du lac La Noire (altitude : 365 m), puis vers le sud-ouest en recueillant les eaux du lac de la Fauvette (altitude : 365 m) et du lac Esgriseilles (altitude : 386 m), jusqu'au lac Beaubel (altitude : 356 m) que le courant traverse sur 1,7 km vers le sud-est, à partir du lac Beaubel, la rivière à l'Ours coule vers le sud-est dans une vallée de la zec Dumoine, puis vers le sud. Le dernier segment de  de la rivière comporte plusieurs rapides. La rivière se déverse au fond d'une baie sur la rive est du lac Holden lequel est traversé par la rivière des Outaouais.
L'embouchure de la rivière à l'Ours est situé à 3,7 km en amont de l'embouchure de la petite rivière à l'Ours, 8,5 km en amont de l'embouchure de la rivière Dumoine et 6,6 km en aval de l'île Rocher Capitaine.

## Toponymie
Les animaux sont utilisés fréquemment en toponymie canadienne française. L'ours est un animal respecté pour son caractère et sa force. Sa viande est comestible. Ses os (après les avoir taillés ou aiguisés) peuvent servir à la fabrication d'outils (ex. : gratoir) ou d'armes. Sa peau peut servir notamment de vêtements, de sacs, de couverture, de tapis ou d'abri. L'ours est l'objet de plusieurs légendes, généralement d'origine autochtone.
Le toponyme rivière à l'Ours est associé au cours d'eau voisin (côté est) qui est désigné Petite rivière à l'Ours et au lac voisin (côté est) désigné Petit lac à l'Ours.
Le toponyme rivière à l'Ours a été officialisé le 5 décembre 1968 à la Banque des noms de lieux de la Commission de toponymie du Québec.